# 이대경 (법조인)
이대경(李大敬, 1958년 ~)은 대한민국의 법관이다. 제18대 특허법원장 등을 역임하고, 원로법관으로 지명되어 서울중앙지방법원 부장판사로 재직 중이다.

## 생애
1958년 서울시에서 태어난 이대경은 충암고등학교와 서울대학교 법학과를 졸업하고 제22회 사법시험에 합격하여 제13기 사법연수원과 군 법무관을 마치고 서울민사지방법원 판사에 임용되었다.
이후 서울형사지방법원, 청주지방법원, 서울지방법원 서부지원, 서울민사지방법원, 서울고등법원에서 판사를 하다가 대법원 재판연구관을 거쳐 대구지방법원 경주지원장에서 지원장을 겸직한 부장판사, 2000년 2월 사법연수원 교수에 임명되었으며 서울지방법원과  2005년 2월에 부산고등법원 부장판사에 임명되면서 재판에 복귀하여 2006년 2월에 서울고등법원으로 전보되어 재판장을 하였다.
2012년 2월 법원 정기인사에서 법원장으로 승진하여  제주지방법원, 서울동부지방법원에서 법원장을 하다가 2014년 2월에 서울고등법원 부장판사로 복귀하였으나 2016년 2월에 제18대 특허법원장에 임명되어 재직하다가 2018년 2월에 서울중앙지방법원 부장판사로 돌아와 재판장으로 재판 업무에 종사하고 있다.
제주지방법원에서 법원장으로 재직할 때, 소송구조를 확대하고 국선변호를 내실화하면서 법정언행을 개선하기 위해 법정모니터링 등을 하였으며 서울동부지법원에서 법원장으로 재직할 때는 소송관계인에게 재판절차에 관한 설문조사를 실시하고, 법관 상호간 법정방청 모니터링을 실시하는 등 법정에서의 소통 강화와 법정 언행 개선을 위해 노력했다.
특허법원 법원장으로 있던 2018년 2월 2일에 있었던 법원 인사에서 원로법관으로 지명되어 2월 13일자로 서울중앙지방법원 부장판사로 전보되었다.

## 주요 판결
- 서울지방법원 형사합의23부 재판장으로 재직하던 2003년 9월 23일에 대한민국 제1회 지방 선거와 [[대한민국 제15대 국회의원 선거[]를 앞두고 안기부 예산 1197억원을 신한국당 선거자금으로 불법지원하여 국고손실이 5억원 이상인 때에는 무기 또는 5년 이상의 징역에 처하는 특가법 국고손실로 기소된 강삼재 의원에게 법정구속없이 징역4년 추징금 731억원을 선고하면서, 김기섭 전 안기부 운영차장에게 징역5년 자격정지2년 추징금125억원을 선고했다.[2]
- 서울중앙지방법원 형사합의24부 재판장으로 재직하던 2004년 3월 30일에 북한 노동당 정치국 후보위원으로 활동하고 입북한 국가보안법 반국가단체 구성, 잠입·탈출, 통신·회합 등으로 구속된 재독 사회학자 송두율에 징역 7년을 선고됐다.[3] 4월 6일에 국정감사 증인제외 청탁과 함께 현대비자금 5천만원을 수수한 특가법 뇌물로 구속된 한나라당 박주천 의원에 대해 징역 5년 추징금 5천만원을 선고했다.[4] 5월 13일에 대한민국 제16대 대통령 선거때 700억원의 불법 대선자금을 모금하여 구속된 한나라당 김영일 의원에게 징역 3년 6월 추징금 11억여원, 서정우 변호사에게는 징역 4년 몰수 3억원, 추징금 15억원이 선고됐다.[5]
- 서울고등법원 제3행정부 재판장으로 재직하던 2011년 2월 10일에  파기환송심에서 현대자동차 울산공장 협력업체 소속 노동자의 항소를 받아들이면서 "현대자동차와 사이에 파견근로관계가 성립하고 계속근로기간 2년이 경과해 이미 7년 전인 2004년 2월 현대차의 근로자로 고용 간주됐다"고 했다.[6]